# 아랑전설 2
《아랑전설 2: 새로운 싸움》은 SNK가 제작한 1992년 아케이드 대전 격투 게임이다. 《아랑전설》 시리즈의 두 번째 작품으로 SNK의 아케이드 기판 네오지오로 개발돼 1992년 12월 10일 최초로 출시됐다. 북미 및 영어 지역에서는 《페이탈 퓨리 2》라는 제목으로 출시됐다.
전작 《아랑전설》 이후 다시 개최된 전세계 격투 대회 '킹 오브 파이터즈'가 배경으로, 전작의 주인공 테리 보가드, 앤디 보가드, 조 히가시와 더불어 시라누이 마이, 김갑환, 볼프강 크라우저 등 새로운 등장인물이 추가됐다. 일인용 모드 및 대전 모드에서 사용할 수 있는 캐릭터는 총 8명으로 늘었다.
가정용 콘솔 네오지오 AES와 네오지오 CD로 발매된 이식판 이외에 메가 드라이브, 슈퍼 패미컴, PC 엔진 CD와 샤프 X68000로도 이식됐으며, 보스 캐릭터 4명도 선택가능하게 바뀌었다. 게임보이판의 경우 《열투 아랑전설 2》라는 제목으로 발매됐다. 네오지오판은 이후 플레이스테이션 2로 발매된 합본 《아랑전설 배틀 아카이브 Vol. 1》에 수록됐으며 버추얼 콘솔, 플레이스테이션 네트워크 등과 같은 디지털 플랫폼으로도 재출시됐다.
1993년에는 새로운 플레이어 캐릭터와 개량된 게임플레이가 포함된 개선판 《아랑전설 스페셜》이 출시됐다.

## 줄거리
전작 《아랑전설》에서 기스 하워드가 사망한 후, 알 수 없는 인물에 의해 전세계구 격투 대회 '킹 오브 파이터즈'가 다시 개최됐다. 참가자들은 지구 각지를 돌아다니며 대전을 치르게 되며, 종전에는 전작에서 등장했던 기스의 부하들과도 맞붙게 된다.

### 등장인물
플레이어 캐릭터
- 테리 보가드
- 앤디 보가드
- 조 히가시
- 빅 베어
- 야마다 주베이
- 쳉 신잔
- 김갑환
- 시라누이 마이

CPU 전용 캐릭터
- 빌리 칸
- 엑셀 호크
- 로렌스 블러드
- 볼프강 크라우저 폰 슈트로하임

## 반응
일본 잡지 게임 머신의 1993년 2월 1일 발행본에서 《아랑전설 2》를 그 해에 최고로 유행한 게임으로 선정했다.

## 참조
1. ↑  일본어: 餓狼伝説２ ～新たなる闘い～
2. ↑  영어: Fatal Fury 2
3. ↑  일본어: 熱闘餓狼伝説２